# Aleksander Wyganowski
Aleksander Wyganowski (* 11. Juni 2009) ist ein polnischer Fußballspieler. Er spielt im Mittelfeld für Legia Warschau.

## Karriere

### Verein
Wyganowski durchlief die Jugendabteilung von Legia Warschau. Am 28. Januar 2025 erhielt er einen Profivertrag, der bis zum 30. Juni 2026 datiert ist und eine Option auf ein weiteres Jahr beinhaltet. In der Saison 2024/25 gab er sein Debüt für die erste Mannschaft von Legia Warschau in der Ekstraklasa. Zudem kam er in derselben Saison in der drittklassigen zweiten Mannschaft des Vereins zum Einsatz.

### Nationalmannschaft
Wyganowski ist Juniorennationalspieler Polens. Zwischen 2023 und 2024 bestritt er 8 Spiele für die polnische U15-Auswahl. Seit 2024 spielt er für die polnische U16-Auswahl, für die er bisher ebenfalls 8 Einsätze verzeichnen konnte.